# 巫化·巴阿立佑司
巫化·巴阿立佑司（1965年3月7日—），臺灣臺東縣排灣族人，中華民國政治人物、牧師、喜樂島聯盟黨員。美國普林斯頓神學院神學碩士、國立臺東大學南島文化研究所文學碩士畢業，是台灣基督長老教會牧師，曾任臺東反對養雞場新園里自救會發言人、行政院政務顧問，現任第12屆臺東縣臺東市市民代表。

## 個人背景
巫化·巴阿立佑司出生於台灣台東縣，從小在臺東市新園里的排灣族卡拉魯然部落（Kadraluljan）長大，她在大學畢業後赴美攻讀神學院碩士學位，本身雖對排灣族文化深感興趣，但美國的神學院並無法提供相關知識，返台後適逢台東大學南島文化研究所開設人類學相關課程，立即進入該校就讀並取得文學碩士學位。畢業後曾擔任族語老師、族語命題口試委員，同時也是台灣基督長老教會牧師，更於2018年台東地方法院，辦理國民參審模擬法庭國民法官。
2015年3月，曾有廠商欲在台東市新園里附近蓋設養雞場，當地居民擔憂生活會受其影響，巫化經慎重考慮後決定替居民發聲，與自救會共同籌備抗議設置養雞場運動，期間以音樂記者會、網絡看板、繞境遊行等方式進行，最終政府在同年8月19日，正式通過「台東縣新設置畜牧場管理自治條例」，規定畜牧場必須設置於社區、部落、商店、學校等地1000公尺範圍外。2015年11月11日，針對兩岸最高領導人於新加坡會面的馬習會表示：原住民並不屬於中華民族，自己並非炎黃子孫的後代。

## 政治參與
2018年11月，登記參選第12屆台東縣台東市第5選區市民代表，提出督促公所推動長照2.0、加強部落建設、修定公平正義的福利政策、協助部落自主宣告原住民族土地等政見，選舉結果拿到1162票，順利當選第12屆台東市民代表。2019年11月4日，台東市民代表會進行市政綜合質詢，巫化質詢重點聚焦於加路蘭部落的交通問題，希望公車能夠進入部落方便族人往返至文健站。
2019年11月21日，代表喜樂島聯盟參選2020年第10屆平地原住民選區立法委員，並於當日前往中選會正式完成登記，提出重修原住民族基本法、設置原住民族完全學校、促進部落經濟產業多元化、建置部落醫療與長期照護體系等政見，選舉結果獲得2958票、得票率2.43%，未能當選該屆立委。

## 選舉紀錄
| 2020年第10屆立法委員選舉（全國平原） | 2020年第10屆立法委員選舉（全國平原）   | 2020年第10屆立法委員選舉（全國平原） | 2020年第10屆立法委員選舉（全國平原） | 2020年第10屆立法委員選舉（全國平原） | 2020年第10屆立法委員選舉（全國平原） | 2020年第10屆立法委員選舉（全國平原） |
| 號次                                 | 候選人                                 | 性別                                 | 政黨                                 | 得票數                               | 得票率                               | 當選標記                             |
| ------------------------------------ | -------------------------------------- | ------------------------------------ | ------------------------------------ | ------------------------------------ | ------------------------------------ | ------------------------------------ |
| 1                                    | 鄭天財（Sra·Kacaw）                    | 男                                   | 中國國民黨                           | 39,740                               | 32.61%                               |                                      |
| 2                                    | 巫化·巴阿立佑司                        | 女                                   | 喜樂島聯盟                           | 2,958                                | 2.43%                                |                                      |
| 3                                    | 黃仁                                   | 男                                   | 中國國民黨                           | 15,158                               | 12.44%                               |                                      |
| 4                                    | 高潞·以用·巴魕剌（Kawlo·Iyun·Pacidal） | 女                                   | 台灣維新                             | 5,020                                | 4.12%                                |                                      |
| 5                                    | 曾美華                                 | 女                                   | 安 安定力量                          | 1,273                                | 1.04%                                |                                      |
| 6                                    | 楊進福                                 | 男                                   | 無黨籍                               | 7,604                                | 6.24%                                |                                      |
| 7                                    | 達佶祐·卡造（Takiyo·Kacaw）            | 男                                   | 合 合一行動聯盟                      | 725                                  | 0.59%                                |                                      |
| 8                                    | 張寶美（Ungo·Panay）                   | 女                                   | 合 合一行動聯盟                      | 304                                  | 0.25%                                |                                      |
| 9                                    | 陳瑩                                   | 女                                   | 民主進步黨                           | 25,843                               | 21.20%                               |                                      |
| 10                                   | 廖國棟（Sufin·Siluko）                 | 男                                   | 中國國民黨                           | 23,255                               | 19.08%                               |                                      |

## 外部連結
- 巫化·巴阿立佑司的Facebook專頁